# Apicia citrina
Apicia citrina là một loài bướm đêm trong họ Geometridae.